# 日本演歌大賞
日本演歌大賞（にほんえんかたいしょう）は、1975年から1991年まで開催されていたTBSの音楽祭である。

## 概要
その名のとおり、演歌歌手が受賞する音楽賞であった。演歌界の賞としては古賀政男記念音楽大賞、日本作詩大賞と並ぶ重要な賞でもあった。
TBSは東京音楽祭、日本レコード大賞、日本作曲大賞と並ぶ1970年代から80年代を代表する大型音楽祭として開催していたが、1990年代に入り、演歌界の低迷などで終了した。

## 主な賞の種類
- 日本演歌大賞
- 演歌スター賞
- 演歌功労賞

など

## 歴代大賞受賞者
| 回数   | 年度   | 歌手名          | 曲名              |
| 第1回  | 1975年 | 五木ひろし      |                   |
| 第2回  | 1976年 | 森進一 都はるみ |                   |
| 第3回  | 1977年 | 八代亜紀        |                   |
| 第4回  | 1978年 | 増位山太志郎    |                   |
| 第5回  | 1979年 | 千昌夫          |                   |
| 第6回  | 1980年 | 五木ひろし      |                   |
| 第7回  | 1981年 | 森進一          | 命あたえて        |
| 第8回  | 1982年 | 細川たかし      | 北酒場            |
| 第9回  | 1983年 | 細川たかし      | 矢切の渡し        |
| 第10回 | 1984年 | ※               |                   |
| 第11回 | 1985年 | 五木ひろし      | そして…めぐり逢い |
| 第12回 | 1986年 | 小林旭          | 熱き心に          |
| 第13回 | 1987年 | 瀬川瑛子        | 命くれない        |
| 第14回 | 1988年 | 細川たかし      | 北緯五十度        |
| 第15回 | 1989年 | 坂本冬美        | 男の情話          |
| 第16回 | 1990年 | 堀内孝雄        | 恋唄綴り          |
| 第17回 | 1991年 | 香西かおり      | 流恋草            |

※第10回の1984年は、「名誉歌手賞」として五木ひろし、北島三郎、千昌夫、細川たかし、都はるみ、森進一、森昌子、八代亜紀に授与された。